# Marlango
Marlango — испанская музыкальная группа.

## История
Название группы взято из песни Тома Уэйтса I Wish I Was in New Orleans. Её первыми участниками стали пианист и композитор Алехандро Пелайо, а также автор текстов и вокалистка Леонор Уотлинг. В 1998 году они встретились в Мадриде и записали четырнадцать песен под аккомпанемент фортепиано. В 2002 году к ним присоединился новый участник, трубач Оскар Ибарра, незадолго до этого вернувшийся в испанскую столицу из Нью-Йорка.
Первая пластинка группы вышла в 2004 году, получив название Marlango. Альбом хорошо продавался и получил «золотой» статус. Пластинка представляла собой сочетание рок-музыки и джаза. Группа выступала в Испании, Португалии и Японии. В следующем году вышел второй альбом проекта Automatic Imperfection, который также стал «золотым». В 2007 году была выпущена третья пластинка Selection, на которой в качестве приглашённых музыкантов выступили Хорхе Дрекслер и Мигель Бозе. В этом же году вышел четвёртый альбом Marlango Electric Morning.

## Дискография
- 2004 — Marlango
- 2005 — Automatic Imperfection[3][5]
- 2007 — Selection
- 2007 — The Electrical Morning
- 2010 — Life in the Treehouse
- 2012 — Un día extraordinario